# لوسیوس مومیوس
لوسیوس مومیوس  یا به صورت کامل لوسیوس مومیوس آخیکوس(انگلیسی: Lucius Mummius Achaicus؛ 200–190 BC – ) ژنرال اهل روم باستان بود. او ژنرال رومی فاتح نبرد کورنت بود که به عمر اتحادیه آخائیان پایان داد او نسبت به ارزش آثار هنری بی آگاه بود چنانچه پس از فتح کورنت به کسانی که آن ها را به روم حمل می کردند تذکر داده بود در صورت مفقودی آثار باید با یک اثر جدید آن را جایگزین نمایند.
وی همچنین برندهٔ جوایزی همچون تریومف شده‌است.